# КБС-1 «Вій»
КБС-1 «Вій» — ручний самозарядний пістолет калібру 9 мм, призначений для ураження живої сили противника на відстані до 50 м.
Пістолет був розроблений у 90-х роках минулого сторіччя колективом Київського конструкторського бюро спецтехніки під керівництвом головного конструктора Ігора Михайловича Олексієнка.

## Опис пістолета
Пістолет КБС-1 «Вій» втілив в себе достатньо вдалі конструктивні рішення. Рамка зброї виконана з ударостійкого вуглеводистого пластика, а ствол — з нержавіючої сталі, ресурс якого становить 10000 пострілів. Пістолет складається всього із 27 деталей. Автоматика пістолета КБС-1 «Вій» базується на системі віддачі при пострілі з коротким ходом ствола і вільним затвором. Крім того, в пістолеті передбачено все для безпеки стрільця, включаючи достатньо незвичайний запобіжник, схожий чимось за конструкцією з запобіжними пристроями Glock.